# Woldemar av Lippe
Woldemar av Lippe (fullständigt namn Günther Friedrich Woldemar), född i Detmold den 18 april 1824, död där den 20 mars (april?) 1895, var regerande furste av Lippe 1875-1895. 

## Biografi
Woldemar var näst äldste son till furst Leopold II av Lippe. Han tjänstgjorde före sitt trontillträde i den preussiska armén, där han nådde generals rang och blev chef för regementet "Graf Bülow von Dennewitz".
Woldemar efterträdde den 8 december 1875 sin barnlöse äldre bror Leopold III som furste av Lippe. Han tillträdde vid en tidpunkt av inre författningsstrider och lyckades tillsammans med sin regeringschef August Eschenburg lösa denna fråga och få den lippeska folkrepresentationen, lantdagen, att fungera igen.
Trots detta blev Woldemars popularitet i längden begränsad. Kärv och fåordig saknade han den äldre broderns vinnande sätt men var minst lika mån om sin egen makt och värdighet. Därtill var han ytterst sparsam och skar bland annat ner anslagen till landets hovkapell och hovteater. Han var liksom företrädaren starkt konservativ och stod stundtals på spänd fot med lantdagen.
Såsom näst siste manlige ättling av den regerande huvudgrenen av huset Lippe slöt Woldemar 1886 ett hemligt fördrag med sin avlägsne släkting furst Adolph Georg av Schaumburg-Lippe, vilket stipulerade att den lippeska tronen skulle ärvas av dennes yngre son Adolf. Detta fördrag blev upptakten till den så kallade lippeska tronföljdsstriden.
Gift 1858 i Karlsruhe med Sophie (1834-1904), prinsessa av Baden, dotter till Wilhelm, prins och markgreve av Baden (1792-1859).